# Sekarjati
Sekarjati is een bestuurslaag in het regentschap Ngawi van de provincie Oost-Java, Indonesië. Sekarjati telt 2181 inwoners (volkstelling 2010).